# Огороднє (Калінінградська область)
Огороднє (рос. Огородное) — селище Озерського міського округу, Калінінградської області Росії. Входить до складу Новостроєвського сільського поселення.
Населення —  108 осіб (2015 рік). 

## Населення
| 2002 | 2010 |
| ---- | ---- |
| 121  | ↘108 |